# مقاطعة كولير (فلوريدا)
مقاطعة كولير، فلوريدا (بالإنجليزية: Collier County, Florida)‏ هي إحدى مقاطعات ولاية فلوريدا في الولايات المتحدة. ، بلغ عدد سكانها 321520 نسمة في عام 2010 حسب إحصاء مكتب تعداد الولايات المتحدة وتصل الكثافة السكانية فيها 61.28 نسمة/كم2.

## وصلات خارجية
- www.colliergov.net